# アグネス・ヴェッチ
アグネス・ヴェッチ（Agnes Vetch、1845年 - 1945年）は、明治時代に来日したイギリスの看護婦である。

## 経歴・人物
スコットランドのエディンバラの生まれ。1874年にナイチンゲール看護学校（エディンバラ王立救貧病院看護学校）にて一期生として入学し、看護を学ぶ。卒業後の1876年にセント・メアリー病院に勤務し看護婦を始めるが、1879年に故郷に戻り翌々年に同病院を実兄の事情により自主退職した。同時に清朝に移住する。
1887年（明治20年）（1886年（明治19年）とも）9月に日本政府の招聘により来日した。次の月に当時滞日していた宣教師のメアリー・トゥルーが創設した桜井女学校や東京帝国大学（現在の東京大学）医科大学第一病院に勤務し看護婦として勤務したり、教鞭も執った。同時期に西洋式の看病術を指導や訓練する等日本の看護の西洋化に大きく貢献した。1888年（明治21年）11月に任期満了となり帰国した。